# فرودگاه ویتیر
فرودگاه ویتیر   (به انگلیسی: Whittier Airport)  یک فرودگاه همگانی باربری  است که یک باند فرود شن دارد و طول باند آن ۴۵۱ متر است. این فرودگاه در  کشور ایالات متحده آمریکا قرار دارد و در ارتفاع ۸ متری از سطح دریا واقع شده است.